# All About
All About（オールアバウト）は、株式会社オールアバウトが運営する総合情報サイトである。
2001年に株式会社リクルートとアメリカ合衆国のAbout Inc社（2017年Dotdashに社名変更）との合弁会社として運営をスタートした。その後、2017年3月に日本テレビ放送網株式会社、2018年5月に株式会社NTTドコモと資本業務提携し、現在に至っている。

## 沿革
日本語版All Aboutは、2001年2月15日にリクルートと米About.comを運営するAbout Inc社の合弁企業、リクルート・アバウトドットコム・ジャパン社による「All About Japan」としてサービスを開始した。About.comの方針を持ち込んで敷かれたさまざまなジャンルの専門家をAll Aboutガイドとして起用するガイド制は、現在も引き継がれている。
2004年7月には社名を株式会社オールアバウトとし、同9月にはヤフーが米About社の株式持ち分をすべて取得。また同10月にはサイト名からJapanを外し、「All About」としている。
2017年3月に日本テレビ放送網株式会社、2018年5月に株式会社NTTドコモと資本業務提携。

## 概要
約1,300のテーマごとに、専門の知識や経験を持った人＝「ガイド」が、その分野に関する信頼性の高い情報を提供する総合情報サイトを運営。2001年2月15日のサイトオープン以来、順調にユーザ数を伸ばし、月間総利用者数は約2,600万人（2023年1月実績）。
主として30代後半から40代をターゲットとし、「All Aboutガイド」と呼ばれる専門家が編集する記事による情報提供を絡めた広告収入をコアビジネスとしている。「仕事」「趣味」「就職」「結婚」「出産・育児」「住宅購入」など、日常生活に関わるあらゆるテーマを設け、各テーマごとに細分化されたサイトを開設している。テーマは約1,300にものぼり、記事本数は約18万本となる。ガイドは基本的に実名制であり、顔写真入りのプロフィールを公開するなど、ガイドの色が濃く現れる運営方法をとっている。

## All Aboutガイド
All Aboutガイドには知識（担当テーマを俯瞰する専門知識／テーマに関連する業法／ビジネス、ネットマナー）だけではなく、意識（All Aboutの理念／サービスへの共感／おもてなしの心／ユーザ中心主義／バランス感覚）、技術（ガイドスキル／コミュニケーションスキル／文章表現力／業務遂行能力）のようなスキルを有し、厳しい審査をクリアした特定分野の専門家がなることができるもの。ガイドの職業・資格は、以下のとおり。さまざまな分野の専門家がAll Aboutでの信頼できる情報を発信している。
医師、弁護士、税理士、一級建築士、FP（ファイナンシャルプランナー）、企業経営者、評論家、ジャーナリスト、コンサルタント、アドバイザー、コーディネーター、カウンセラー、デザイナー、編集者、ライター、エッセイスト、コピーライター、講師、管理栄養士など。
現在所属している各テーマ毎のガイドは以下のとおり。All Aboutでは専門家を探すための専門家サーチを提供しており、気になるワードで検索することができる。
2022年5月16日現在、専門家は868人登録されている。
住宅・不動産（59人）、マネー（83人）、健康・医療（62人）、ビューティ（84人）、デジタル（63人）、暮らし（140人）、恋愛・結婚（32人）、ビジネス・学習（97人）、メンズスタイル（25人）、旅行（108人）、趣味（82人）、ファッション（15人）、グルメ（38人）、車・バイク（19人）。
以下は、メディア掲載実績のある主な専門家。

### 住宅・不動産
- Yuu - リフォームガイド
- くろだあきこ - インテリアショップガイド
- 上野典行 - 賃貸・部屋探しガイド
- 菅野民子 - インテリアスタイル実例ガイド
- 井上恵子 - 住まいの性能・安全ガイド
- 中川寛子 - 住みやすい街選び（首都圏）ガイド
- 田中直輝 - ハウスメーカー選びガイド

### マネー
- 西山美紀 - 貯蓄ガイド
- 二宮清子 - 家計簿・家計管理ガイド
- 松浦建二 - 医療保険ガイド
- 藤本誠之 - 株式ガイド
- 川崎さちえ - フリマアプリ・ネットオークションガイド
- 飯田道子 - 金運アップ、ポジティブお金術ガイド
- 豊田眞弓 - 教育費・奨学金ガイド
- 坂本綾子 - 預金・貯金ガイド
- 大沼恵美子 - 貯蓄ガイド
- 平田浩章 - ファミリーのためのお金入門ガイド
- 藤村哲也 - 株式ガイド
- 深野康彦 - お金の悩みに答えるマネープランクリニックガイド
- 鈴木雅光 - 投資信託ガイド
- 拝野洋子 - 年金・社会保障ガイド
- 篠田尚子 - 投資信託ガイド
- 大山弘子 - 新興国投資・ETFガイド

### 健康・医療
- 清益功浩 - 医師/家庭の医学 ガイド
- 大美賀直子 - 公認心理師・産業カウンセラー／ストレスガイド
- 平井千里 - 管理栄養士/実践栄養ガイド
- 坪田聡 - 医師/睡眠 ガイド
- 早坂信哉 - 医師/お風呂・温泉の医学 ガイド
- 矢野宏之 - 臨床心理士/心の健康 ガイド
- 山本佳奈 - 内科医/女性の健康 ガイド
- 横井孝治 - 介護・販促プロモーション ガイド
- 檜垣暁子 - カイロプラクティック理学士/肩こり・腰痛 ガイド
- 三上彰貴子 - 薬剤師/薬 ガイド
- 西村典子 - アスレティックトレーナー/運動と健康ガイド
- 野田真史 - 皮膚科医/皮膚の健康ガイド

### ビューティ
- 田中真紀子 - 白物・美容家電／育児用品ガイド
- 森和世 - エクササイズガイド
- 夏目円 - スキンケア・化粧品ガイド
- 大貫未記 - スキンケアガイド
- 山田奈央子 - ボディケアガイド
- 田村マナ - ヘアケアガイド
- 松田真紀 - 食事ダイエットガイド
- 佐治真澄 - スキンケアガイド
- 間々田佳子 - 顔ヨガ・表情筋研究家ガイド
- 山本 浩未 - ビューティップスガイド
- 長坂靖子 - 姿勢・ウォーキングガイド

### デジタル
- 佐野正弘 - 携帯電話・スマートフォンガイド
- 岡田庄司 - LAN・無線LANガイド
- 安蔵靖志 - デジタル・家電ガイド
- 綿谷禎子 - 通信費節約ガイド
- 津田マリリン - iPhoneアプリガイド
- 石川温 - 携帯電話・スマートフォンガイド

### 暮らし
- 三浦康子 - 暮らしの歳時記ガイド
- 矢野きくの - 節約ガイド
- 江戸野陽子 - 毎日の野菜・フルーツレシピガイド
- 諏内えみ - 暮らしのマナーガイド
- 田中真紀子 - 白物・美容家電/育児用品ガイド
- 滝田勝紀 - 家電ガイド
- 藤原千秋 - 家事・掃除・子育てガイド
- 佐伯幸子 - 防犯ガイド
- 三松真由美 - 夫婦関係ガイド
- 大石寿子 - 毎日のお助けレシピガイド
- 松本英恵 - カラーコーディネートガイド
- racss - ラッピングの方法・ハンドメイド手芸ガイド
- 黒田民子 - ホームメイドクッキングガイド
- 毎田祥子 - 家事ガイド
- 曽我美穂 - エコグッズ・家事ガイド
- 松江由紀子 - 子供の教育・子育てガイド
- かまゆみ - 子供の絵画・工作ガイド

### 恋愛・結婚
- 島田佳奈 - 恋愛ガイド
- 佐竹悦子 - 再婚ガイド
- 亀山早苗 - 恋愛ガイド
- 清水恩 - 結婚ガイド
- 石田陽子 - 恋愛ガイド
- 岡野あつこ - 離婚ガイド
- 三松真由美 - 夫婦関係ガイド

### ビジネス・学習
- 小山朝子 - 介護福祉士ガイド
- 田中謙次 - 宅建試験ガイド
- 水谷哲也 - 企業のIT活用ガイド
- 伊森ちづる - 家電マーケティングガイド
- 横井孝治 - 介護・販促プロモーションガイド
- いぬかいはづき - 仕事に活かせる資格ガイド
- 鈴木秀明 - 資格ガイド
- 筑波君枝 - ボランティアガイド
- 宇都出雅巳 - コーチング・マネジメントガイド
- 大関暁夫 - 組織マネジメントガイド

### メンズスタイル
- 森井良行 - メンズファッションガイド
- 藤村岳 - メンズコスメガイド
- 福島康介 - ヘアスタイル・髪型ガイド

### 旅行
- 井門隆夫 - 旅館ガイド
- 山田祐子 - 旅館ガイド
- 瀧澤信秋 - ホテルガイド
- 藤田聡 - 温泉ガイド
- 野田隆 - 鉄道ガイド
- 塩田典子 - 一人旅ガイド
- 植竹深雪 - 温泉ガイド
- 東香名子 - 女性の一人旅ガイド
- 村田和子 - 旅の準備・お得・便利ガイド
- 森川天喜 - 国内旅行ガイド
- 村田江里子 - 鎌倉・江ノ島ガイド
- 古屋江美子 - 旅行ガイド

### 趣味
- 桜木星子 - 宝塚ファンガイド
- 安部裕子 - 韓国ドラマガイド
- 増田剛己 - 散歩ガイド
- 斎藤香 - 映画ガイド
- 中将タカノリ - 演歌・歌謡曲ガイド
- 浦島茂世 - 美術館ガイド
- 堀越一寿 - 歌舞伎ガイド
- 広川峯啓 - お笑い・バラエティ番組ガイド

### ファッション
- 宮田理江 - レディースファッションガイド

### グルメ
- 里井真由美 - グルメガイド
- 岩谷貴美 - グルメガイド
- 下井美奈子 - スイーツガイド
- 小笠原由貴 - チーズガイド
- 米川伸生 - 寿司ガイド
- 川口葉子 - カフェガイド
- 久須美雅士 - コンビニグルメガイド
- 平岩理緒 - スイーツガイド
- 市川雅恵 - お茶／日本茶ガイド
- 東龍 - ブッフェ・フレンチガイド
- 笹木理恵 - コンビニスイーツガイド

## サービス

### 提供中のサービス
Best One
Best One（ベストワン）は、ベストが見つかるおすすめ情報メディア。人気の商品・サービスをランキング形式で紹介。失敗しない選び方をはじめ、比較表や専門家のコメントを参考にできる。カテゴリは、「生活雑貨」「カメラ」「ファッション」「食品・ドリンク」など、17カテゴリとなる。（2019年7月現在）
All About NEWS
世の中の動きや社会問題を、 All Aboutに所属する約900名の専門家が解説・発信するニュースサイト。 専門家しか知らないトレンドやニュース、専門家ならではの時事解説など All About NEWSでしか読めないニュースを届けている。
All Aboutまとめ
All About編集部／ガイドがキュレーターとなって、テーマにあわせ、ガイド記事をはじめAll About内外のコンテンツを集約したまとめコンテンツ。
All About Japan
2015年9月に開設された、日本文化の発信による訪日ニーズの取り込みおよび海外進出を目指す企業・自治体の支援を目的とした外国人向けの日本総合情報サイト。
“外国人目線で日本の魅力を発掘・発信”をビジョンに、観光だけでなくグルメ・文化・技術といったカテゴリーでのツウな国内情報をはじめ、海外における日本情報まで、幅広い情報を多言語で発信している。
イチオシ
様々な分野の専門家が愛用するモノ・サービスを紹介するメディア（https://www.ichi-oshi.jp/）。NTTドコモと2019年1月より共同運営。

### 終了したサービス
All About スーパーおすすめサイト大賞
All About スーパーおすすめサイト大賞（オールアバウトスーパーおすすめサイトたいしょう）は、All Aboutが2001年から2010年まで実施していたウェブ投票による優秀なサイトの表彰。
All Aboutのガイドがノミネートしたサイトから、参加者の投票で選ばれる。もっとも評価の高い総合大賞のほか、大賞、審査員特別賞、10 - 20個（年によって変動）のチャネル賞が設けられた。2010年で終了している。
For M
30 - 40代前半の熱い男を目指すビジネスマン向けのライフスタイルマガジン。
仕事、遊び、趣味、恋愛など、何事も全力投球で打ち込む「熱男」こそ、現代版の伊達男。
For Mでは、熱い男たちに必要なファッション、ビューティ、グルメなどをデイリーでお届けし、「熱男」になるためのHow toをあらゆる方面からアプローチしている。

## アワード

### 国民の決断
その年、「健康」「マネー」などの部門において、生活者の身の回りで特徴的だったと思われる“コト”とそれに対する「決断」について、ガイド（専門家）のアンケート結果をもとにAll About編集部が審議を行い、総合ランキングを発表するアワード企画。2014年から行われている。
| 年度   | 部門         | トピック                                             |
| ------ | ------------ | ---------------------------------------------------- |
| 2013年 | 健康部門     | ”個人”が未来の病気を把握し、その対策をする決断       |
| 2014年 | 住まい部門   | 売るか壊すか、そのままか？“空き家にさせない”実家対策 |
| 2015年 | 健康部門     | 相次ぐ著名人のがん報道に衝撃 がん検診を受ける決断    |
| 2016年 | 健康部門     | うつは誰でもなる病気 社会がうつと向き合う決断        |
| 2017年 | キャリア部門 | 意外にできた『働き方改革』～定時に帰る決断           |

### All Aboutベスト家電アワード
最新の家電事情で精通したAll Aboutガイドが、その年に最も感動や驚きを感じた家電を、キッチン、掃除・洗濯などのカテゴリーから選出するアワード企画。その年の家電業界における注目トピックスもガイドが解説している。
| 年度   | URL                                                   |
| ------ | ----------------------------------------------------- |
| 2014年 | http://allabout.co.jp/award/consumerelectronics_2014/ |
| 2015年 | https://allabout.co.jp/feature/sp_kadenaward2015/     |
| 2016年 | https://allabout.co.jp/feature/sp_kadenaward2016/     |
| 2017年 | https://allabout.co.jp/feature/sp_kadenaward2017/     |
| 2018年 | https://allabout.co.jp/feature/sp_kadenaward2018/     |
| 2019年 | https://allabout.co.jp/feature/sp_kadenaward2019/     |
| 2020年 | https://allabout.co.jp/feature/sp_kadenaward2020/     |

### All Aboutベストコスメ大賞
2011年より行われている、その年に発売された化粧品および定番の通販化粧品の中から、美容のプロが部門ごとに最も優れた商品を選定するアワード企画。
| 年度   | URL                                              |
| ------ | ------------------------------------------------ |
| 2011年 | https://allabout.co.jp/gm/gc/438984/             |
| 2012年 | https://allabout.co.jp/gm/gc/439015/             |
| 2013年 | https://allabout.co.jp/gm/gc/440741/             |
| 2014年 | https://allabout.co.jp/gm/gc/449130/             |
| 2015年 | http://allabout.co.jp/award/2015_bestcosme/      |
| 2016年 | http://allabout.co.jp/award/2016_bestcosme/      |
| 2017年 | https://allabout.co.jp/feature/sp_bestcosme2017/ |
| 2018年 | https://allabout.co.jp/feature/sp_bestcosme2018/ |

### All Aboutミュージカル・アワード
最新のエンタメ事情で精通したAll Aboutガイドが、その年に上演されたミュージカル作品の中から、部門ごとに最も優れた作品や人を選定するアワード企画。
| 年度   | URL                                  |
| ------ | ------------------------------------ |
| 2019年 | https://allabout.co.jp/gm/gc/482856/ |
| 2020年 | https://allabout.co.jp/gm/gc/487562/ |
| 2021年 | https://allabout.co.jp/gm/gc/491946/ |
| 2022年 | https://allabout.co.jp/gm/gc/497431/ |
| 2023年 | https://allabout.co.jp/gm/gc/503920/ |
| 2021年 | https://allabout.co.jp/gm/gc/491946/ |
| 2022年 | https://allabout.co.jp/gm/gc/497431/ |
| 2023年 | https://allabout.co.jp/gm/gc/503920/ |

## 論議を呼んだ記事
「簡単ダイエット」の記事を担当するエステティシャンの土井千春が、2014年6月に「驚愕！3日間で2kg痩せるレモネードダイエットとは?」という記事で、塩水による消化器官の洗浄として、1リットルの水に塩を小さじ2杯を入れたものを毎朝空腹時に一気に飲む「ソルト・ウォーター・バッシング」なるものを紹介。「塩水洗浄は塩と水しか使用していないのでもっとも安全」「塩水の濃度は、血液に近い濃度なので、腎臓は水を吸収せず、塩分も身体には吸収されません」と述べていた。2016年2月にNHKが「塩水飲んでダイエット？あふれる“フェイク”健康情報」としてその危険性を特集した。All aboutはNHKの取材に、「当該の記事についてはダイエット方法として捉えていたので、医師の監修の必要性は感じていなかった」と回答、記事の執筆者は「自分も何度も塩水洗浄をやっているし、顧客にも行うよう指導しているが、これまで体調を崩した人はいない」「ダイエット方法だったので、医師の監修は必要ないと思った」と回答した。記事が問題視されるようになり、記事には注意喚起の文が入れられた。その後、記事は削除された。